# (100381) 1995 VB13
(100381) 1995 VB13 es un asteroide perteneciente al cinturón de asteroides, descubierto el 15 de noviembre de 1995 por el equipo del Spacewatch desde el Observatorio Nacional de Kitt Peak, Arizona, Estados Unidos.

## Designación y nombre
Designado provisionalmente como 1995 VB13.

## Características orbitales
1995 VB13 está situado a una distancia media del Sol de 2,994 ua, pudiendo alejarse hasta 3,401 ua y acercarse hasta 2,586 ua. Su excentricidad es 0,136 y la inclinación orbital 9,573 grados. Emplea 1892 días en completar una órbita alrededor del Sol.

## Características físicas
La magnitud absoluta de 1995 VB13 es 15,5. Tiene 6,041 km de diámetro y su albedo se estima en 0,031.